# Sphacelodes
Sphacelodes is een geslacht van vlinders van de familie spanners (Geometridae), uit de onderfamilie Ennominae.

## Soorten
- S. fusilineata Walker, 1860
- S. haitiaria Oberthür, 1923
- S. quadrilineata Warren, 1900
- S. studiosa Dognin, 1891
- S. vulneraria Hübner, 1823